# サンタメンタル
『サンタメンタル』（Santamental）は、アメリカ合衆国のロック・ミュージシャン、スティーヴ・ルカサーが2003年に発表した、ソロ名義では4作目のスタジオ・アルバム。

## 背景
共同プロデューサーのエリオット・シャイナーの提案により制作されたクリスマス・アルバムで、ルカサー自身は「低予算だったから短期間で作らなければならなくて、たくさんの友達の好意に甘えて、6日後にはこのクリスマス・レコードを完成させた」と語っている。収録曲の大部分はクリスマス・ソングの定番曲だが、2曲は本作のために書き下ろされたオリジナル曲である。アルバム・タイトルは、ルカサーの妻が提案した。
「ジョイ・トゥ・ザ・ワールド」には、当時癌との闘病や夫婦間の問題で活動を停止していたエドワード・ヴァン・ヘイレンがゲスト参加した。「キャロル・オブ・ザ・ベルズ」にはスティーヴ・ヴァイがゲスト参加しており、ヴァイは2005年、自身のレーベル「フェイヴァード・ネイションズ」から本作の再発CDをリリースした。大部分の曲ではジェフ・バブコが共同アレンジャーを務めたが、ルカサーのギター独奏による「クリスマス・ソング」のみラリー・カールトンが共同アレンジャーとしてクレジットされており、ルカサーによれば「クールなコード進行は全部カールトンが作った」という。

## 評価
Greg Pratoはオールミュージックにおいて5点満点中3.5点を付け「ルカサーと仲間達は基本的に、過剰なアルペジオ、2本指によるタッピング、或いはスウィープ・ピッキングといったテクニックに頼らず、洒落た演奏に徹している」と評している。また、『CDジャーナル』のミニ・レビューでは「ルカサーらしさが随所に発揮されていて、季節商品の域を超えて楽しめるクオリティとなっている」と評されている。

## 収録曲
1. 2. 6. 9. 10.はインストゥルメンタル。
1. ジョイ・トゥ・ザ・ワールド "Joy to the World" (Traditional) - 3:08
2. グリーンスリーヴス "Greensleeves" (Traditional) - 6:58
3. ジングル・ベルズ "Jingle Bells" (Traditional) - 2:19
4. キャロル・オブ・ザ・ベルズ "Carol of the Bells" (Mykola Leontovych, Peter J. Wilhousky) - 4:42
5. ブロークン・ハート・フォー・クリスマス "Broken Heart for Christmas" (Steve Lukather, Stan Lynch) - 4:09
6. エンジェルス・ウィ・ハヴ・ハード・オン・ハイ "Angels We Have Heard on High" (Traditional) - 4:55
7. ウィンター・ワンダーランド "Winter Wonderland" (Felix Bernard, Richard B. Smith) - 4:05
8. ルック・アウト・フォー・エンジェルス "Look Out for Angels" (S. Lukather, Jeff Babko) - 5:19
9. サイレント・ナイト "Silent Night" (Traditional) - 4:30
10. クリスマス・ソング "The Christmas Song" (Melvin H. Tormé, Robert Wells) - 2:16

## 参加ミュージシャン
- スティーヴ・ルカサー - ギター(all songs)、ボーカル(on #3, #4, #5, #7, #8)、バッキング・ボーカル(on #3)、アレンジ(all songs)
- サミー・デイヴィスJr. - ボーカル(on #3)
- エドワード・ヴァン・ヘイレン - ギター(on #1)
- スティーヴ・ヴァイ - ギター(on #4)
- トレヴァー・ルカサー - リズムギター(on #4)
- スラッシュ - ギター(on #5)
- マイケル・ランドウ - ギター(on #8)
- ジェフ・バブコ - キーボード(on #1, #5, #6, #8, #9)、シンセサイザー(on #2, #4)、トロンボーン(on #3, #7)、バッキング・ボーカル(on #3)、指揮(on #3)、ギター(on #4)、ボーカル(on #4)、オルガン(on #7)、アレンジ(#10を除く全曲)、ホーン・アレンジ(on #7)
- ジョン・ピアース - ベース(#10を除く全曲)
- グレッグ・ビソネット - ドラムス(#10を除く全曲)、トランペット(on #3)
- サイモン・フィリップス - タンバリン(on #1)
- レニー・カストロ - パーカッション(on #2, #5, #6, #7, #8)、ベル・トゥリー(on #3)、バッキング・ボーカル(on #3)
- エドガー・ウィンター - サクソフォーン(on #2, #7)、ボーカル(on #7)
- ジョージ・シェルビー - サクソフォーン(on #3, #7)
- ウォルト・ファウラー - トランペット(on #3, #7)
- スコット・ハミルトン - バッキング・ボーカル(on #3)
- ラリー・カールトン - アレンジ(on #10)